# Myosotis macrosiphon
Myosotis macrosiphon är en strävbladig växtart som beskrevs av Font Quer och Maire. Myosotis macrosiphon ingår i släktet förgätmigejer, och familjen strävbladiga växter. Inga underarter finns listade i Catalogue of Life.